# North Hartsville
North Hartsville és una concentració de població designada pel cens dels Estats Units a l'estat de Carolina del Sud. Segons el cens del 2000 tenia 3.136 habitants.

## Demografia
Segons el cens del 2000, North Hartsville tenia 3.136 habitants, 1.226 habitatges i 886 famílies. La densitat de població era de 249,1 habitants/km².
Dels 1.226 habitatges en un 33,6% hi vivien nens de menys de 18 anys, en un 53,1% hi vivien parelles casades, en un 14,3% dones solteres, i en un 27,7% no eren unitats familiars. En el 24,4% dels habitatges hi vivien persones soles el 8,3% de les quals corresponia a persones de 65 anys o més que vivien soles. El nombre mitjà de persones vivint en cada habitatge era de 2,56 i el nombre mitjà de persones que vivien en cada família era de 3,03.
Per edats la població es repartia de la següent manera: un 26,7% tenia menys de 18 anys, un 7% entre 18 i 24, un 30,1% entre 25 i 44, un 25,6% de 45 a 60 i un 10,6% 65 anys o més.
L'edat mediana era de 36 anys. Per cada 100 dones de 18 o més anys hi havia 90,7 homes.
La renda mediana per habitatge era de 41.016 $ i la renda mediana per família de 47.566 $. Els homes tenien una renda mediana de 43.967 $ mentre que les dones 25.186 $. La renda per capita de la població era de 22.376 $. Entorn del 12,3% de les famílies i el 15,4% de la població estaven per davall del llindar de pobresa.

## Poblacions més properes
El següent diagrama mostra les poblacions més properes.